# Duncan Huisman
Pour les articles homonymes, voir Huisman.
Duncan Huisman, né le 11 novembre 1971 à Doornspijk, est un pilote automobile néerlandais. Il a disputé de nombreuses courses dans divers championnats de voitures de tourisme, dont le WTCC.

## Carrière automobile
- 1996 : Porsche Supercup, 10e
- 1997 : Dutch Touring Car Championship, Champion
- 1998 : Dutch Touring Car Championship, 6e
- 1999 : Dutch Touring Car Championship, 11e
- 2000 : Dutch Touring Car Championship, Champion
- 2001 : European Superproduction Championship, 2e
- 2002 : Dutch Touring Car Championship, Champion
- 2003 : ETCC, 7e
- 2004 : ETCC, Non classé
- 2005 : WTCC, 14e
- 2006 : WTCC, 13e
  - Swedish Touring Car Championship, 3e
  - Porsche Carrera Cup, 13e
- 2007 : WTCC, Non classé
  - BMW 130i Cup Netherlands, 6e

## Divers
Duncan Huisman a également participé 2 fois aux 24 heures du Nürburgring, 2e pour sa première participation en 2004, il a remporté l'épreuve en 2005.